# 브릭스
브릭스(BRICS)는 경제적으로 빠르게 성장하는 브라질(Brazil), 러시아(Russia), 인도(India), 중화인민공화국(China), 남아프리카 공화국(South Africa)의 앞 글자를 따서 붙인 이름으로, 원래는 경제적 용어로 불리던 말이었지만, 2006년을 기점으로 정식 국제 협력기구를 부르는 별명이 되었다. 원래는 남아프리카 공화국을 제외한 "BRIC"으로 불렀지만, 2010년 남아프리카 공화국이 참여하면서 현재의 명칭으로 굳어지게 되었다.
2001년 당시 골드만삭스의 글로벌경제리서치부문의 헤드였던 짐 오닐(Jim O'Neil)은 이들 네 나라가 2050년에 세계 경제를 주도하는 가장 강력한 나라가 될 잠재력이 있다는 설을 발표했다. 이 때까지 BRICs는 나라의 모임이 아니라 단순한 개념에 불과한 명칭이었다. 2006년 이들 4개국의 외무장관이 모여 고위급회담을 개최하였으며, 2009년에는 최초로 정상회담을 개최함으로써 브릭스는 국가의 모임으로 성격이 변화한다.  본래 공식적인 정부 간 조직은 아니었으나 2009년 이후 매년 정상회담을 열며 선진국의 G7을 견제하는 개발도상국 블록의 형성을 도모하기 시작했다. 2010년 12월 24일에는 남아프리카 공화국이 5번째 정규 회원으로 추가되었다.
2022년부터 회원국 확대를 모색하다가 2023년 남아공에서 열린 제15차 정상회담에서 이집트, 에티오피아, 이란, 아랍에미리트가 새 회원국으로 발표되었고, 2024년 1월 1일을 기해 정식 가입했다. 2025년 1월 6일에는 인도네시아가 합류했다.

## 역사

### 2000년대
2006년 4개국의 외무장관이 유엔총회 토론 이후 뉴욕에서 만나 일련의 고위급 회의를 시작하였다. 2009년 6월 16일 예카테린부르크에서 처음으로 공식 정상회담이 열려 룰라 다 실바, 드미트리 메드베데프, 만모한 싱, 후진타오가 참석했다. 이들은 새로운 글로벌 기축 통화의 필요성을 강조하였는데 사실상 미국 달러의 지배력에 대한 견제 목적이 있다고 여겨진다. 

### 2010년대
2010년 12월 24일에는 남아프리카 공화국이 중국의 가입 초대를 받고 다른 국가의 승인을 거쳐 회원국이 되었다. 이때부터 "BRIC"이 아닌 "BRICS"으로 이름이 바뀌었다. 2011년 제이콥 주마 남아공 대통령이 중국 싼야에서 열린 BRICS 정상회담에 참석하였다. 2014년 각자 자본금을 분담하여 운영하는 신개발은행의 창설이 발표되었다. 주요한 대출 초점은 인프라 프로젝트이다.

### 2020년대
남아공 가입 이후 여러 신흥국들이 가입 의사를 표명하여 확장 논의가 있어 왔다. 우크라이나 침공 이후 러시아의 블라디미르 푸틴 대통령에 대한 국제형사재판소(ICC)의 체포영장이 발부되자 남아공은 정상회담 참석을 위한 면책특권을 부여하겠다고 발표하였으나 2023년 7월 블라디미르 푸틴은 개인적으로 참석하지 않겠다는 의사를 밝혔다. 2023년 8월 남아공 요하네스버그에서 열린 제15차 BRICS 정상회담에서 남아공의 시릴 라마포사 대통령은 또다른 신흥국 총 6개국(아르헨티나, 이집트, 에티오피아, 이란, 사우디아라비아, 아랍에미리트)이 블록에 가입하도록 초대했다고 발표하였는데, 이 가운데 이집트, 에티오피아, 이란, 아랍에미리트 4개국은 2024년 1월 1일에 브릭스에 새로 합류했다. 2025년 1월 6일에는 인도네시아가 브릭스에 합류했다.

## 회원국

### 주요 구성국
- 브라질 (2009년 6월 16일 설립)
- 러시아 (2009년 6월 16일 설립)
- 인도 (2009년 6월 16일 설립)
- 중화인민공화국 (2009년 6월 16일 설립)
- 남아프리카 공화국 (2010년 12월 24일 가입)

### 추가 회원국
2023년 8월 24일에 남아프리카 공화국 요하네스버그에서 열린 제15차 브릭스 정상회의를 통해 아르헨티나, 이집트, 에티오피아, 이란, 사우디아라비아, 아랍에미리트의 브릭스 합류가 정식 승인되었다. 이 가운데 이집트, 에티오피아, 이란, 아랍에미리트는 2024년 1월 1일부터 회원국 자격을 획득했다.
원래 계획에서는 아르헨티나, 사우디아라비아도 합류할 예정이었다. 그러나 2023년 11월에 실시된 아르헨티나 대통령 선거를 통해 대통령으로 당선된 하비에르 밀레이가 아르헨티나의 브릭스 합류 계획을 철회하겠다고 밝히면서 무산되었다. 사우디아라비아는 2024년 현재까지 브릭스 가입 절차에 들어가지 않은 상태이다. 한편 알제리는 2023년에 브릭스 합류를 추진했으나 2024년 9월에 철회했다. 2025년 1월 6일에는 인도네시아가 브릭스에 합류했다.
- 이집트 (2024년 1월 1일 가입)
- 에티오피아 (2024년 1월 1일 가입)
- 이란 (2024년 1월 1일 가입)
- 아랍에미리트 (2024년 1월 1일 가입)
- 인도네시아 (2025년 1월 6일 가입)

## 브릭스 정상회의
1. 2009년 6월 16일: 러시아 예카테린부르크
2. 2010년 4월 15일: 브라질 브라질리아
3. 2011년 4월 14일: 중국 싼야
4. 2012년 3월 29일: 인도 뉴델리
5. 2013년 3월 26~27일: 남아공 더반
6. 2014년 7월 14~17일: 브라질 포르탈레자
7. 2015년 7월 8~9일: 러시아 우파
8. 2016년 10월 15~16일: 인도 고아
9. 2017년 9월 3~5일: 중국 샤먼
10. 2018년 7월 25~27일: 남아공 요하네스버그
11. 2019년 11월 13~14일: 브라질 브라질리아에서 개최.
12. 2020년 11월 17일: 러시아 상트페테르부르크에서 화상회의로 개최. 본래 2020년 7월 21~23일에 예정되어 있었으나 코로나19 대유행으로 연기됨.
13. 2021년 9월 9일: 인도 뉴델리에서 화상회의로 개최
14. 2022년 6월 23~24일: 중국 베이징에서 화상회의로 개최[3]
15. 2023년 8월 22~24일: 남아공 요하네스버그에서 개최. 회원국 확대 발표
16. 제16회 브릭스 정상회의: 2024년 10월 22~24일: 러시아 카잔

## 사진

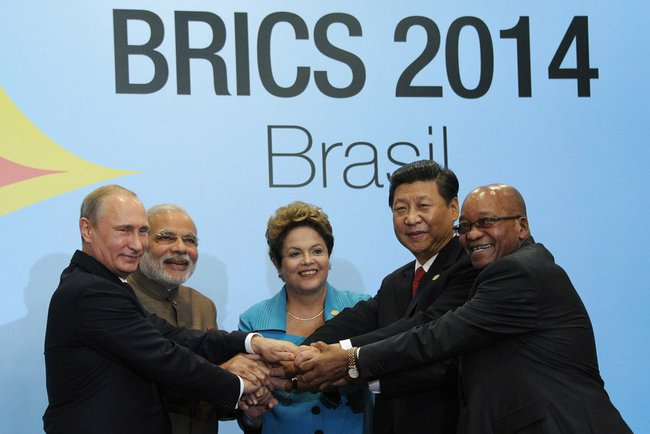
2014년 7월 15일 브라질에서 열린 브릭스 정상회의에 참석한 브릭스 정상들 (왼쪽에서부터 차례로 블라디미르 푸틴, 나렌드라 모디, 지우마 호세프, 시진핑, 제이컵 주마)
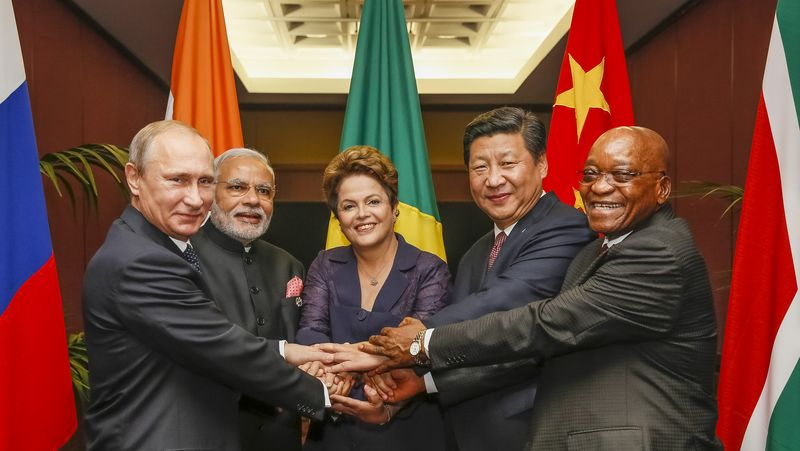
2014년 11월 15일 오스트레일리아 브리즈번에서 열린 G-20 정상회의에 참석한 브릭스 정상들 (왼쪽에서부터 차례로 블라디미르 푸틴, 나렌드라 모디, 지우마 호세프, 시진핑, 제이컵 주마)

## 같이 보기
- 믹타
- 믹트
- 넥스트 일레븐
- 골드만삭스